# Liste der Einträge im National Register of Historic Places im Grayson County (Texas)
Die Liste der Registered Historic Places im Grayson County führt alle Bauwerke und historischen Stätten im texanischen Grayson County auf, die in das National Register of Historic Places aufgenommen wurden.

## Aktuelle Einträge
| Lfd. Nr. | Name im NRHP                          | Bild | Datum der Eintragung | Adresse/Lage                            | Ort         | NRHP-ID  | Beschreibung |
| -------- | ------------------------------------- | ---- | -------------------- | --------------------------------------- | ----------- | -------- | ------------ |
| 1        | Capt. Noble Allan Birge House         |      | 18. Sep. 1986        | 727 W. Birge                            | Sherman     | 86002187 |              |
| 2        | Clifton House Hotel                   |      | 9. Sep. 1991         | 229 W. Gandy                            | Denison     | 86000948 |              |
| 3        | Denison Commercial Historic District  |      | 10. Nov. 1983        | Roughly Woodard, Main and Chestnut Sts. | Denison     | 83003772 |              |
| 4        | George Braun House                    |      | 20. Nov. 1975        | 421 N. Austin Ave.                      | Denison     | 75001986 |              |
| 5        | Hall Furniture Building               |      | 14. Sep. 2002        | 118 W. Lamar                            | Sherman     | 02000994 |              |
| 6        | Kohl, Ernst Martin, Building          |      | 12. Juli 1976        | 300 E. Main St.                         | Denison     | 76002035 |              |
| 7        | Old Sherman Public Library            |      | 23. Okt. 1986        | 301 S. Walnut                           | Sherman     | 86002927 |              |
| 8        | Sherman US Post Office and Courthouse |      | 29. Sep. 2000        | 101 E. Pecan St.                        | Sherman     | 00001173 |              |
| 9        | Umphress-Taylor House                 |      | 12. Sep. 1986        | 301 Paris St.                           | Van Alstyne | 86001956 |              |